# Amelia (företag)
Amelia, förre IPsoft Inc., är ett amerikanskt teknikbolag som grundades år 1998 av Chetan Dube. IPsoft är det största privatägda bolaget inom artificiell intelligens (AI) i världen. Bolaget automatiserar IT- och affärsprocesser och har utvecklat Amelia, vilken beskrivs som branschens mest mänskliga AI-plattform. IPsoft huvudkontor ligger i New York, USA. Bolaget har också kontor i andra 15 länder runt om i världen och tillhandahåller tjänster åt 550 av världens ledande varumärken, däribland mer än hälften av världens största IT-leverantörer.

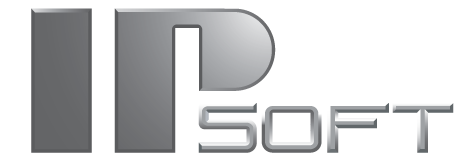
Först logo

IPsoft har också utvecklat 1Desk, en plattform för end-to-end-lösningar för och med digitala medarbetare. 1Desk används för att dela tjänster som exempelvis IT-support, kundtjänst och andra tjänster som används av många medarbetare och kunder, genom automatiserade processer för hela företagets IT-infrastruktur i ett och samma gränssnitt, bland annat för HR, administration och ekonomi.
IPsoft ligger också bakom produkten IPcenter, en tjänst för att övervaka och underhålla företags IT-drift. När ett problem dyker upp löser tjänsten det automatiskt. Produkten är framtagen för att ersätta traditionella administrationsverktyg.